# Сичов Станіслав Іванович
Станіслав Іванович Сичов (19 грудня, 1937, Одеса, СРСР — 2 вересня, 2003, Одеса, Україна) — український художник, один з основоположників Одеської школи неофіційного мистецтва (андеграунду).

## Біографія
Станіслав Сичов народився 19 грудня 1937 року в Одесі.
У 1960 році закінчив Одеське художнє училище (педагог Д. М. Фруміна).
8 травня 1967 року спільно з іншим молодим художником Валентином Хрущом провів першу в СРСР несанкціоновану виставку — «парканну» виставку «Сичік + Хрущик». Виставка відбулась біля Одеського оперного театру у дворику Пале-Ройяль, де роботи художників були розміщені на будівельному паркані, і тривала лише три години. Багато критиків вважають, що ця виставка стала точкою відліку «одеського нонконформізму».
У 1970-х роках брав участь в неофіційних виставках в Одесі та Москві. У 1989 році брав участь у міжнародній виставці «Імпреза» в Івано-Франківську. У 1989, 1994 роках відбулись персональні виставки в Музеї західного та східного мистецтва в Одесі.
Значна кількість робіт знаходиться в приватних колекціях в Мюнхені, Парижі, Лондоні, Нью-Йорку, Нью-Джерсі, Сан-Франциско.Галерея NT-Art. В 2015 году автопортрет художника поповнив коллекцію Одеського художнього музею.
Станіслав Сичов помер 19 грудня, 2003 року в Одесі.

## Творчість

### Друкована графіка
Сичов працював над монументальними розписами — фрескою в приміщенні Одеського художнього училища (вона незабаром була знищена за наказом адміністрації), фрескою в Узбекистані, над іншими монументальними речами, долі яких найчастіше виявлялися такими ж, як у училищної фрески. Був у його житті цілий період великомасштабних картин. Це були станкові картини величезного розміру: 3х4 метри, 5х5 метрів, однак автор своїми руками спалив їх у дворі власного будинку. Але поряд з цими втраченими полотнами, він працював і над мініатюрними гравюрами, середній розмір яких становить 2х3 сантиметри. У роботі використовував майже забуту техніку «суха голка» - видряпування по металевій платівці дзеркального зображення, яке потім у відтиску знаходить себе. Також використовував офорт травлення, офорт суха голка, ліногравюру, ксилографію (гравюра на дереві). Ці роботи не тиражувалися, зберігшись лише в першому відбитку.

### Малюнок
Малюнків Станіслава Сичова збереглося мало і розподілені вони по часу нерівномірно. Студентські навчальні роботи 1956-1958 років явно превалюють, представлені 1961 і 1965 роки, від інших залишилися лише поодинокі аркуші. За ними можна хіба що здогадуватися, як ріс художник: від класичних навчальних студій натури він йшов до все більш вільноо володіння чистою лінією, вивільняє форму з площини аркуша (малюнки «Узбек», «Кішки») і до чудово розкутої, іронічної гри лінії з площиною («Коза»).

### Акварель
Акварелі Сичова — особлива сфера його образотворчого буття. Акварельний аркуш у нього структурується лініями, що вихоплюють з небуття форму і фіксують її в просторі. Сам же простір створюється відточеним прийомом: художник повністю довіряється вільному руху кольорових плям на площині. Взаємодіючи з лінійною структурою аркуша, вони створюють у ньому подих об'ємності. Мистецтвознавець Павло Флоренський стверджував, що у творі лінія втілює думку, а колір — емоцію. Акварелі Сичова саме такі. Вони вимагають вдумливого споглядання, інтелектуального «вчувствованія». Вдивіться в будь-яку сичевський лист, хоча б «Собаки летять» (7х10 см, 1979 рік) з його зойком червоного. Колір тут, по суті, винесений за межі предмета, він існує як самостійна емоція, як крик душі, чи не матеріалізується в речі. Ці акварелі й не так ніжні і світлоносні, скільки приховано, а нерідко й відверто трагічні і щемливо, густо замішані на гіркоти відчуття світу. Ось вони проходять перед вами у файлі, названому просто «Акварель». Але це — акварель Станіслава Сичова.

### Портрет
Доступні багато ранніх портретних робіт і портрети останнього десятиліття життя майстра. Роботи Сичова 1950-х років формально навчальні. Але вони аж ніяк не учнівські і не юнацькі. Вдивляючись у ці обличчя, ми бачимо людей і бачимо людину: бачимо зображених на полотні людей і бачимо який зобразив їх людини — юнака, майже хлопчика, що володіє здатністю до максимально об'єктивного погляду на героя. У молодого Сичова суворий живопис, пройнятий повагою до зображеної людини — училищних натурників, привабливої дівчини, батька в портреті-картині. В пізніших портретах з'явиться пронизливе почуття тривоги (наприклад, «Автопортрет», побудований на червоному кольорі, і багато інших). Це почуття буквально роз'їдає гармонію реалізму, досягнуту в ранніх портретах. Руйнування академічної форми експресією світовідчуття стало одним з визначальних чинників у подальшому розвитку художника. Цей процес непередбачуваний, бо він виявився діалогом.
Діалог Сичевського із самим собою привів до появи у нього в 1990-ті роки концепції жіночого портрета. Він створює такі роботи як «Патриція Валерія», «Мелодія для Еллади», «Танець Саломеї», «Весна Хельги». Такі жіночі портрети Сичова — зустріч героїнь з собою, що не відбулася. Хто насправді, «по життю» ці героїні, для художника значення не має. Адже він писав у своїх віршах: Мені все одно, хто Ви — принцеса иль путана, героїня і що на життєвому шляху зазнати довелося… Художник цими портретами показує жінкам, ким вони могли б бути. Такий шлях портретів Станіслава Сичова від 1950-х до кінця 1990-х років.

### Людина і стихія
Твори Сичова, чи то інтер'єр, чи натюрморт або пейзаж, спроектовані на людину. Живучи біля моря, художник не був належний до чистого жанру марини, а виробив власний авторський жанр (мистецтвознавець Людмила Сауленко дає йому назву «людина і стихія»).
Сюжетною основою акварелі «Вітер» є боротьба дівочого тіла з напором вітру, але така фізична боротьба людини зі стихією для нього швидше виняток. Як городянин і житель півдня, художник перетворює взаємодію людини зі стихією води, сонця та повітря в утвердження їх спорідненості, у взаємодію родинних матерій. Тіло людини побачене як щось споріднене з водною стихією, прогріте сонцем і що стало його часткою, як щось, природно включене в пластичні ритми морського берега.
На його полотнах надзвичайно красивими є тіла жінок, що лежать на березі моря і омиваються хвилями. Вони те саме природної стихії, вони частина цього ритмічного буття і породжені нимм. Незрима присутність людини в пейзажах Середньої Азії («Кіттаб», «тутовнік») — це швидше виняток з авторської концепції. Зазвичай його людина включена в пейзаж як в зриме втілення індивідуального стану персонажа. Тому, гортаючи репродукції пейзажного жанру Станіслава Сичова, глядач вловлює в них не стільки «пейзаж душі», скільки краєвид, де володарює окрема стихія — нездоланна стихія, ім'я якої Доля.

### Жорсткий жанр в живописі Станіслава Сичова
Добре відоме всім любителям образотворчого мистецтва визначення «жанровий живопис» часто розуміється як синонім терміну «побутовий жанр», тобто зображення, в якому щось відбувається. Це «щось» в історії європейського мистецтва розумілося художниками по-різному: від добросовісного вибудовування дійових осіб на величезному полотні у академістів і до «вихоплювання» стану з потоку миттєвостей у імпресіоністів. Втім, як зауважив строгий і наглядова критик, імпресіоністи таким чином перетворили на краєвид все, навіть людське обличчя (не кажучи вже про подію). У Сичова рамою, що укладає в себе сюжет, часто виявляються вікна житла (випадковий вигляд у вікно), вікна вагона, трамвая, привідкриті двері. Так художник залишає за собою право не компонувати героїв на полотні, не втручатися в їхні стосунки, а фіксувати композицію, вже складену Випадком. Полотно «У порту» формально можна назвати пейзажем - але назвати його так зовсім неможливо, бо картина про інше. Вона про самотність людини у жорстокому холодному світі, де єдина жива душа - пес. Пронизливий жовтий колір, деренчливі обриси фігур дійових осіб створюють жанрову сцену, присвячену воістину безвихідного самотності і залишається в пам'яті глядача як приклад Сичевського «жорсткого жанру». Дуже багато робіт Станіслава Сичова, що формально примикають до портрета або етюду, за своєю природою є саме «жорстким жанром», до якого по суті належать картини Сичова, які формально можна визначити як сюжетний або портретний живопис. Про термін «жорсткий жанр» кажуть, що це картини про те, як погано хорошим людям..